# Granero de un país

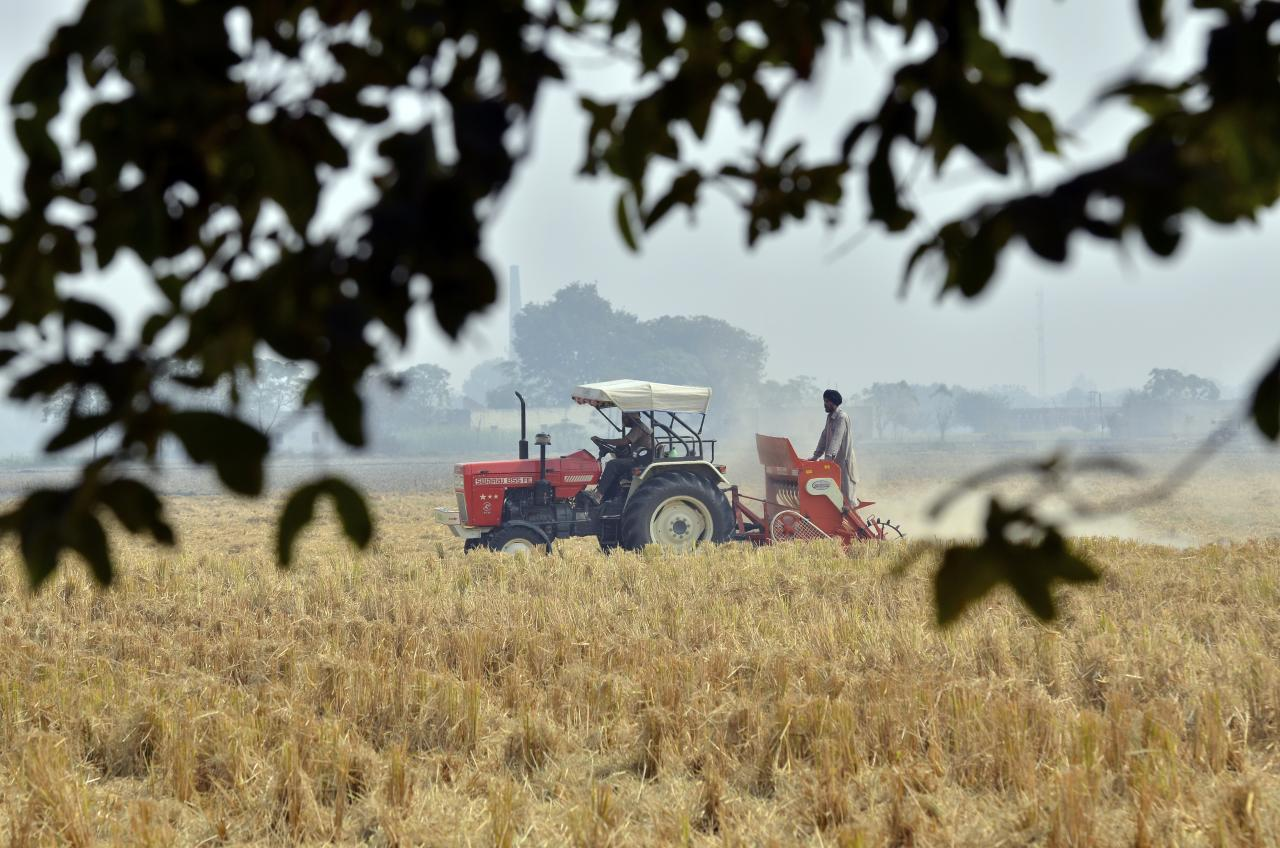
Campo de trigo en el Punyab (India, 2011).

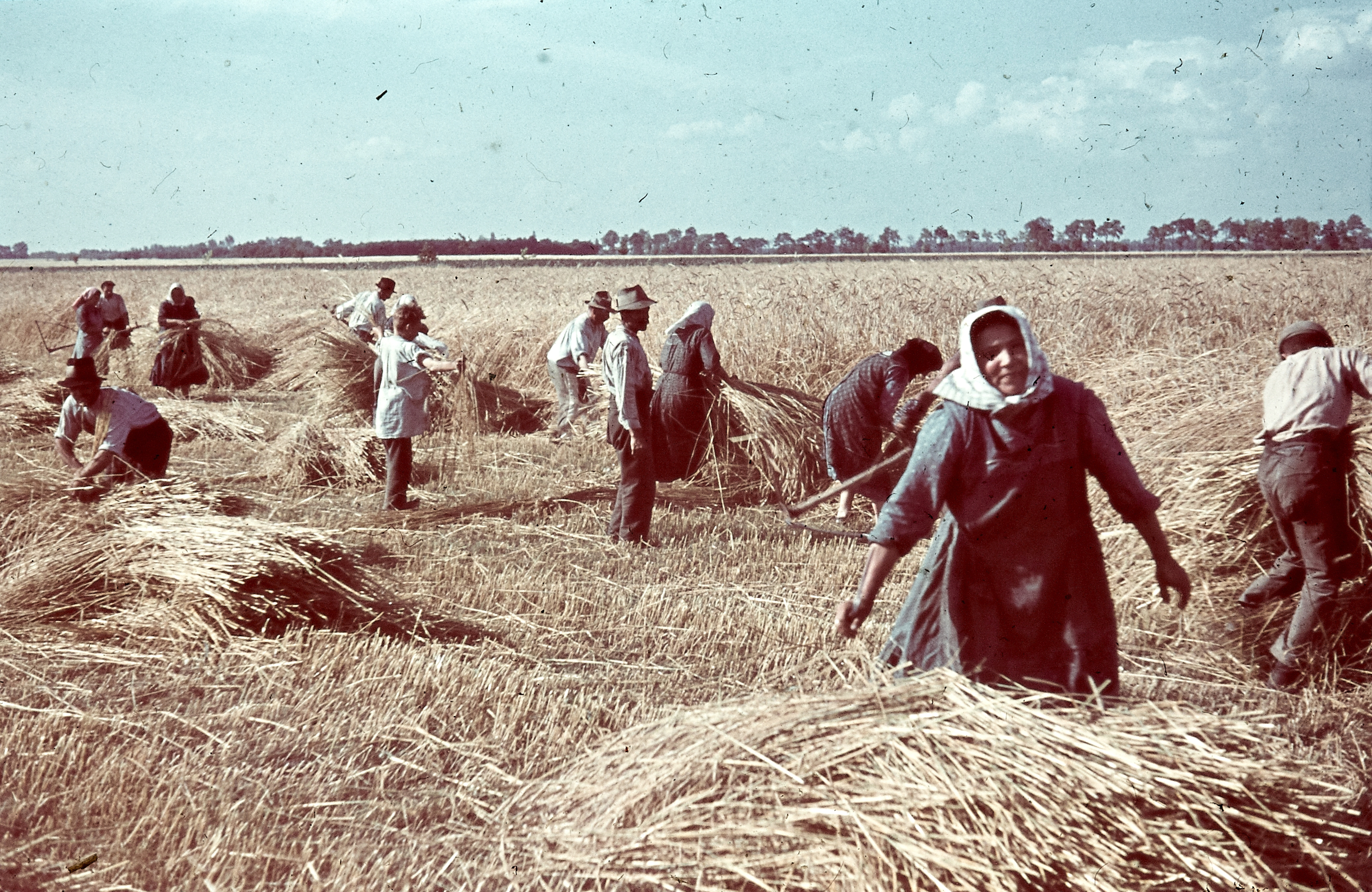
Campo de trigo en Hungría (1941).

El «granero de un país» es la región de este que, debido a la riqueza del suelo y al clima favorable, produce grandes cantidades de trigo u otros cariópsides (granos) y abastece al resto del país.
Por su capacidad de producción agricultural, dichas regiones pueden ser objeto de feroces disputas políticas que incluso pueden convertirse en conflictos militares completos, como la región de Jazirah en Siria, durante la Guerra civil siria (2011-actualidad), o Ucrania durante la Segunda Guerra Mundial (1941-1944).

## Expresiones similares
- El «cuenco de arroz»[2] es un término similar utilizado en el Sudeste Asiático para referirse a este producto.

- El valle del Salinas en California a veces se conoce como el salad bowl («cuenco de ensalada») de América.[3][4]
- Las huertas del Levante español, sobre todo de las provincias de Almería, Murcia y Alicante, son conocidas como «la huerta de Europa»[5][6][7] por su abundante producción hortofrutícola que exporta al resto del continente.

## Antigüedad clásica

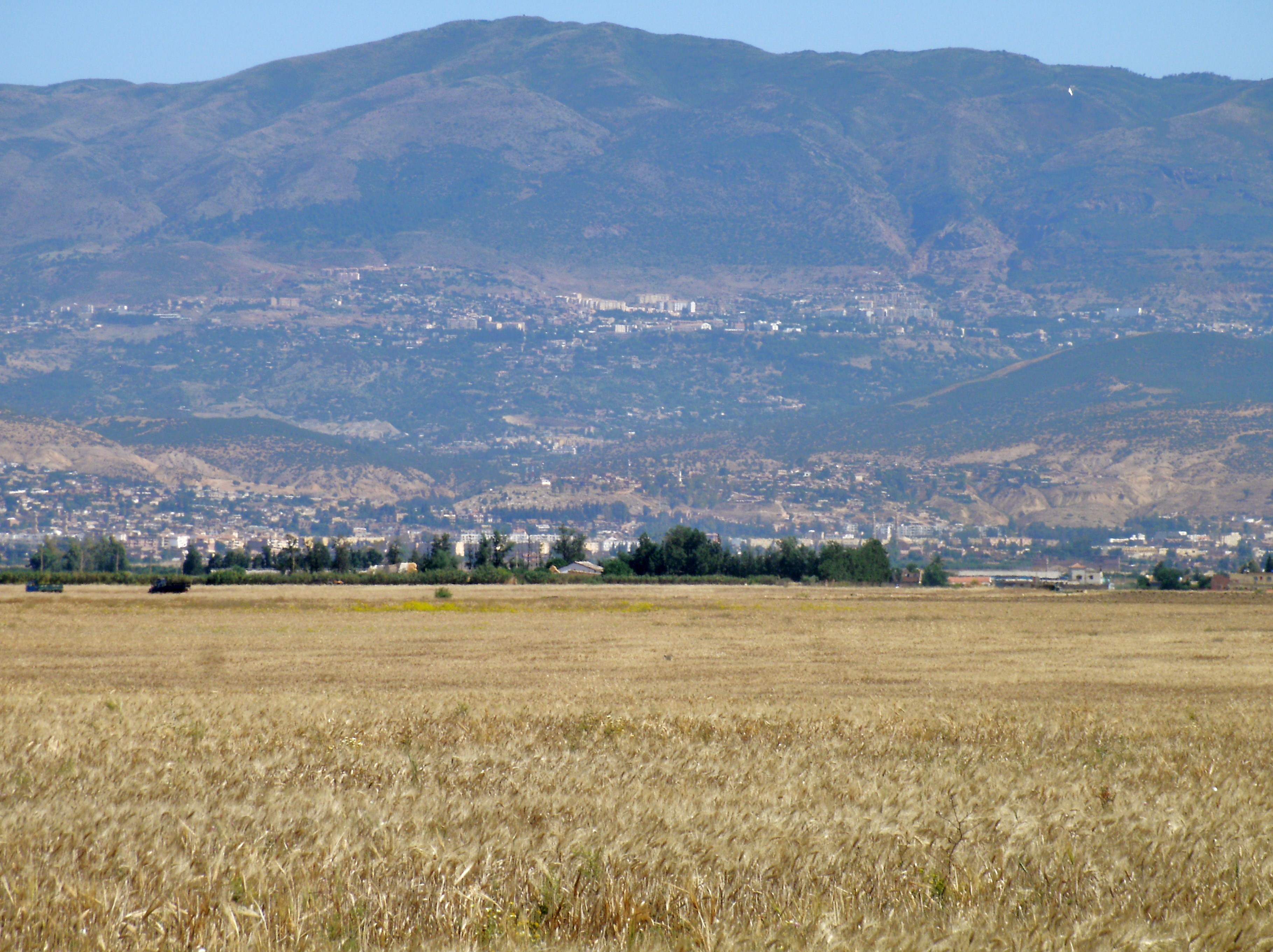
Desde la época de la Mauritania romana, el Magreb ha sido un granero para el resto del Mediterráneo. En la imagen, campos de trigo en Miliana, Argelia.

La isla de Sicilia y África fueron considerados los graneros de la República romana. Más tarde, en la época imperial, fue Hispania (y concretamente, la Bética) considerada el «granero de Roma». Estrabón menciona que «la Turdetania es maravillosamente fértil, tiene toda clase de frutos y muy abundantes», y que junto con Egipto, son los territorios más productivos del mundo conocido. Crimea fue la fuente de una gran cantidad de granos suministrados a las ciudades-estado griegas, especialmente a Atenas.

## África

### Marruecos
Dado que la agricultura de subsistencia fue el sistema económico dominante en la mayor parte de la historia de Marruecos, es difícil hablar de una región de granero. Todas las regiones producían su propio trigo y cebada para alimentarse y alimentar a su ganado. Con la penetración comercial europea en la segunda mitad del siglo XIX, Marruecos comenzó a exportar trigo a Europa a pesar de la objeción del ulema (el establishment religioso). Las llanuras de Shauía y Dukkala se convirtieron en los proveedores más importantes de trigo para la exportación debido a su proximidad a la costa. Casablanca y Mohammedia (antigua Feddala) servían de puertos comerciales para la región de Shauía y el puerto de El-Yadida (antigua Mazagan) para la región de Dukkala.
Tras la independencia de Marruecos, la agricultura en Dukkala se orientó más hacia el regadío, por lo que se ha dedicado menos a la producción trigo, mientras que Shauía mantuvo su estatus como una importante región productora de trigo gracias a su suelo oscuro llamado tirs y lluvias relativamente abundantes (de promedio 400 mm/año )

### Sudáfrica
La provincia del Estado Libre a menudo se considera el granero de Sudáfrica debido a sus campos de trigo, girasol y maíz.
La región de Overberg en el Cabo Occidental también se conoce como el granero de Sudáfrica debido a sus grandes campos de trigo, así como al cultivo de frutas.

### Rodesia (Zimbabue)
Rodesia (hoy Zimbabue) era conocida como el granero de África, exportando trigo, tabaco y maíz a todo el mundo, especialmente a otras naciones africanas. Hoy en día, este país es un importador neto de alimentos de Occidente.

## América

### Argentina

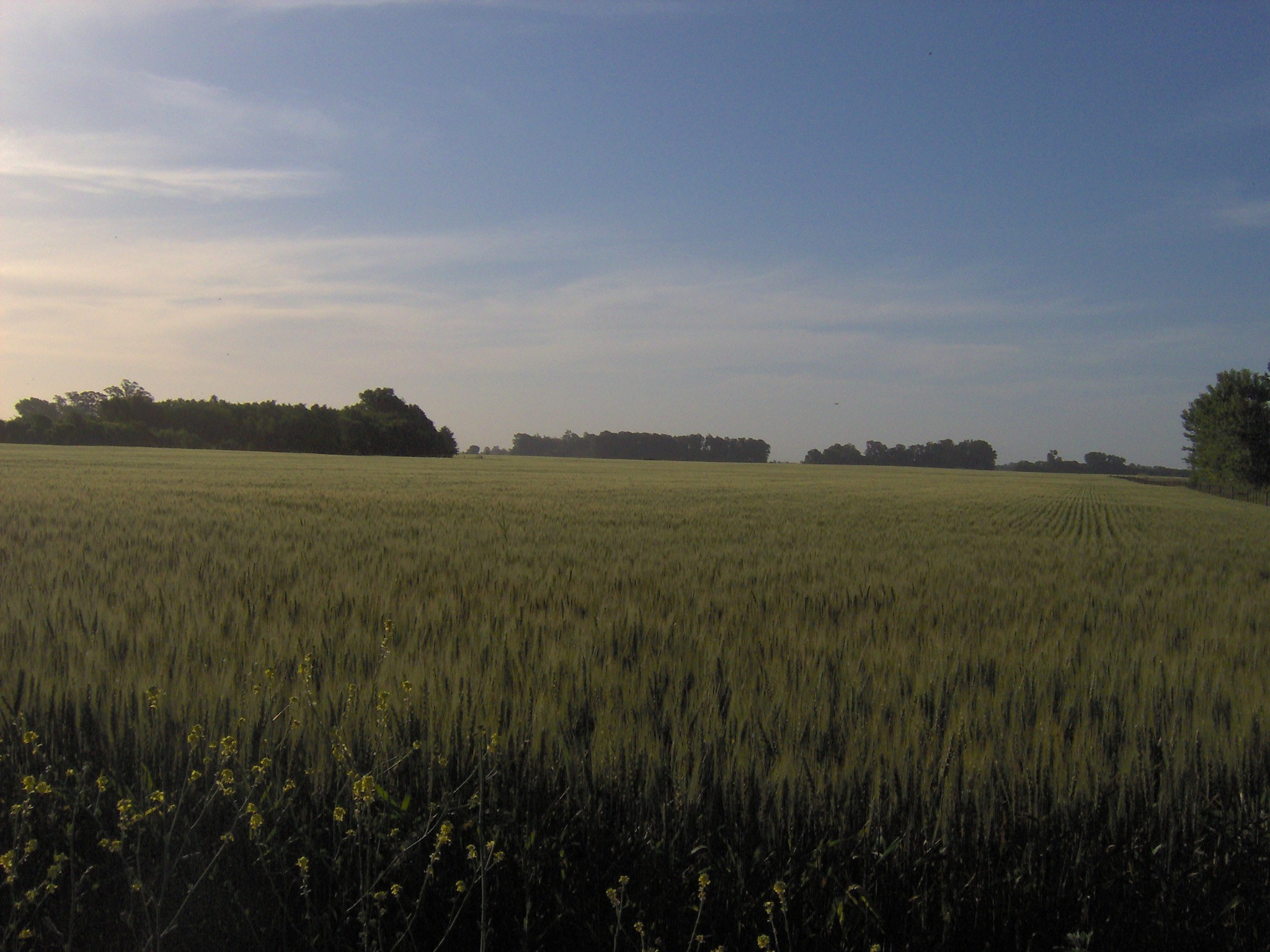
Sembrado de cebada en Los Toldos, provincia de Buenos Aires. Argentina es el principal productor de este cereal en América Latina

Durante los siglos XIX y XX, Argentina era conocida como el granero del mundo, debido a la importancia que tuvo, y aún tiene, la agricultura en dicho país del sur del continente. La zona cerealera del país por excelencia se encuentra en la denominada región pampeana, que abarca las provincias de Buenos Aires, Santa Fe, Córdoba y La Pampa. Dentro de esta región, se destaca el denominado triángulo agrario, que abarca el área entre las ciudades santafesinas de Venado Tuerto y Rosario y la bonaerense de Pergamino, siendo una de las zonas más fértiles y cotizadas del país. Destacan la siembra de soja, maíz, trigo, girasol, cebada, entre otras.

### Brasil
Brasil es considerado como el granero del mundo, ya que es el mayor proveedor mundial de café y contiene vastas extensiones de tierra cultivable.

### Canadá
En Canadá, una importante área de cultivo de granos son las praderas canadienses. A veces, la provincia de Saskatchewan se destaca aún más dentro de esta región como el principal granero de Canadá. 

### Chile
En el siglo XIX, el acceso a los mercados de California y Australia convirtió la exportación de trigo en una actividad muy lucrativa. A mediados del siglo XIX, esos países experimentaron grandes fiebres del oro, lo que creó una gran demanda de trigo. En ese momento, Chile era el «único productor de trigo de cierta importancia en el Pacífico».

### Cuba
En Cuba destaca la provincia de Holguín, donde se produce caña de azúcar, trigo y tabaco. Concretamente la región de Velasco se ganó el nombre de el granero de Cuba por el cultivo de frijol. Sin embargo, esta situación ha cambiado en los últimos años.

### Estados Unidos

El Cinturón de Maíz de los Estados Unidos

En los Estados Unidos, una región importante es el cinturón maicero (Corn belt), donde el maíz y la soja son cultivos importantes, que generalmente se extienden desde los Grandes Lagos hacia el sur hasta Misuri. Más al oeste, en Estados Unidos y Canadá, al este de las Montañas Rocosas, se encuentra el «Cinturón del Trigo» (Wheat belt) o Granero de Norteamérica, donde el clima es demasiado severo para el maíz o la soya.
Además, el valle de San Joaquín en California también ha sido llamado el granero del mundo. El valle de San Joaquín produce el 12.8% de la producción agrícola de California (medida por el valor en dólares). La uva, el algodón, frutos secos y verduras. Doce de los veinte principales condados estadounidenses productores se encuentran en California.

### México
El estado de Sinaloa, al norte del país, se ha ganado el mote de granero de México por su gran producción agrícola, con aproximadamente 6 millones de toneladas de maíz anuales pero también frijol, trigo, ajonjolí, papas o garbanzo. También destaca en horticultura y acuicultura.

## Asia

#### Birmania
El delta del río Irrawaddy en Birmania solía ser una de las fuentes más importantes de arroz en la región hasta que su producción disminuyó debido a varias razones, incluida la situación política inestable del país (véase: Guerra de Birmania).

### India
Las regiones de Punjab y Haryana se consideran «los graneros de la India». También se dice de Andhra Pradesh y Bengala Occidental que son el «cuenco de arroz de la India». Aunque su producción de arroz es lo justo para ser sólo autosuficiente para la gran población de la provincia, es el mayor productor de arroz en la India.

### Pakistán
Al igual que el Punjab indio para su país, el Punyab pakistaní se considera «el granero de Pakistán».

### China
Históricamente Sichuan ha sido conocida como la «provincia de la abundancia» debido a su producción agrícola. También las regiones en las orillas del río Amarillo y el río Yangtzé en las provincias del sur de Jiangsu y Zhejiang han sido conocidas por la fertilidad de sus tierras.

### Filipinas
La provincia de Nueva Écija que se encuentra en la isla de Luzón se considera el cuenco de arroz de Filipinas debido a las vastas extensiones de tierra utilizadas para la producción de arroz.

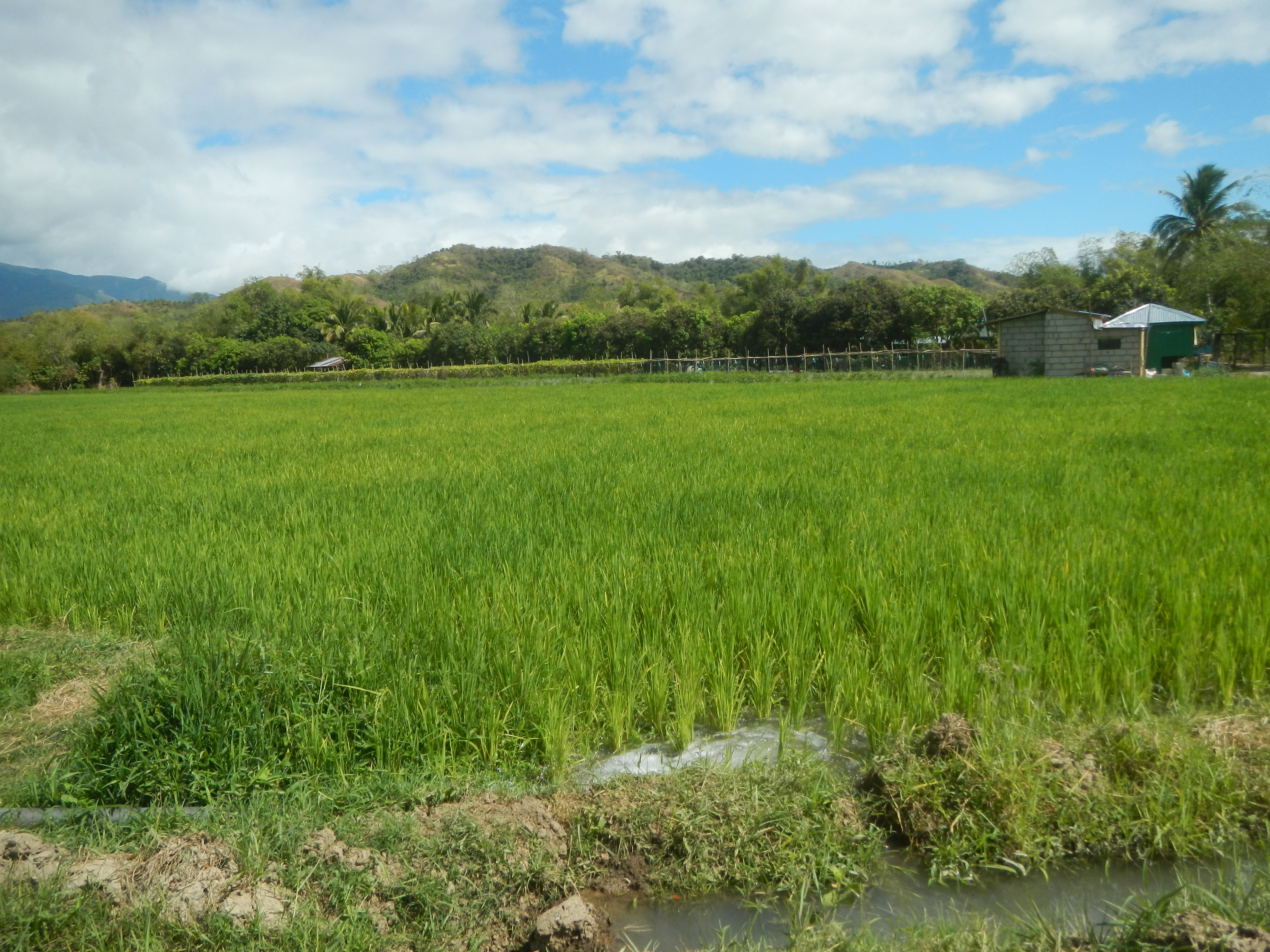
Campo de arroz en Nueva Écija, el «cuenco de arroz» de Filipinas

### Indonesia
Las llanuras de la isla de Java se consideran el cuenco de arroz de Indonesia.

### Malasia
Kedah se considera el cuenco de arroz de Malasia, pues representa aproximadamente la mitad de la producción total de arroz del país. En 2008, el gobierno de Kedah prohibió la conversión de arrozales a viviendas y lotes industriales para proteger la industria arrocera.

### Siria
El área de Al-Jazira, que se encuentra entre los ríos Tigris y Éufrates (antigua Mesopotamia Superior) se consideran el granero de Siria debido a su abundancia de trigo.

### Tailandia
El delta del río Chao Phraya es considerado el bol de arroz de Tailandia.

### Vietnam
El delta del río Mekong se considera el cuenco de arroz de Vietnam. Produce alrededor de la mitad del total de la producción de arroz de Vietnam, que es el segundo mayor exportador de arroz a nivel mundial después de Tailandia. De hecho, el delta produce más arroz que Corea y Japón juntos.

## Europa

### Alemania
Prusia Oriental fue considerada como el granero del Reich alemán.

### Bulgaria
El sur de Dobruja, es una llanura fértil en el noreste de Bulgaria, entre el río Danubio y el mar Negro, y se considera comúnmente el granero del Bulgaria.

### Chipre
La llanura central de la isla, llamada Mesaoria, que rodea la capital Nicosia ha sido durante mucho tiempo el granero de Chipre.

### Finlandia
La región del Sudoeste tiene las condiciones climáticas más cálidas del país y además cuenta con suelos fértiles, por lo que es el granero de Finlandia.

### Francia
Las llanuras de Beauce, en el centro-norte de Francía (cerca de Orleans y París) son conocidas como el granero de Francia, a pesar de que en los últimos años su producción ha dejado de orientarse únicamente a la producción de trigo por los problemas de sobreproducción y contaminación que ocasionaba.

### Eslovenia
En el siglo XVIII, había planes para drenar el pantano de Ljubljana y transformarlo en el granero de Carniola.

### España
Históricamente la región sureña de Andalucía ha sido considerada como «el granero de España». La conquista de Andalucía no solo supuso el éxito de la Reconquista, sino que también proporcionó a la Corona Hispánica la región agrícola más fértil y productiva de Iberia: el valle del Guadalquivir. 
Con el merecido apodo del «granero de España», la adhesión del gran valle andaluz supuso el aseguramiento de las provisiones de cereales, en especial de trigo, pero también olivos, viñedos, naranjos, caña de azúcar, etc. a los que más tarde se agregarían maíz, fresas, limones, arroz, etc.
En 1826, Alexandre de Laborde comenta:

Las Andalucías son tan abundantes en trigo, que con razón se las llama «el granero de España», en términos que cogen dos veces más que su consumo.
Las Andalucías producen muchos y exquisitos vinos, por lo que se las mira como la bodega más apreciable de España (...) En los reinos de Granada y Sevilla las parras son bastante abundantes (...) La cosecha de la aceituna es tan rica como prodigiosa en los cuatro reinos de Andalucía (...)
Itinerario descriptivo de las provincias de España (1826), Alexandre de Laborde

En terrenos de regadío también destacan las huertas de Valencia y Murcia, puesto que siempre se ha dicho que en España solamente había dos huertas, la de Valencia y la de Murcia.[cita requerida]
También se le ha considerado a la comunidad autónoma de Castilla y León como el granero de España, ya que en sus tierras se cultivan grandes cantidades de cereales principalmente además de viñedos y legumbres.[cita requerida]

### Hungría
La Gran llanura húngara ha producido cantidades significativas de maíz y otros granos. A principios del siglo XX, el 34% de la producción total de maíz de Europa y el 11% de la producción europea de harina se cultivaba en Hungría.

### Irlanda

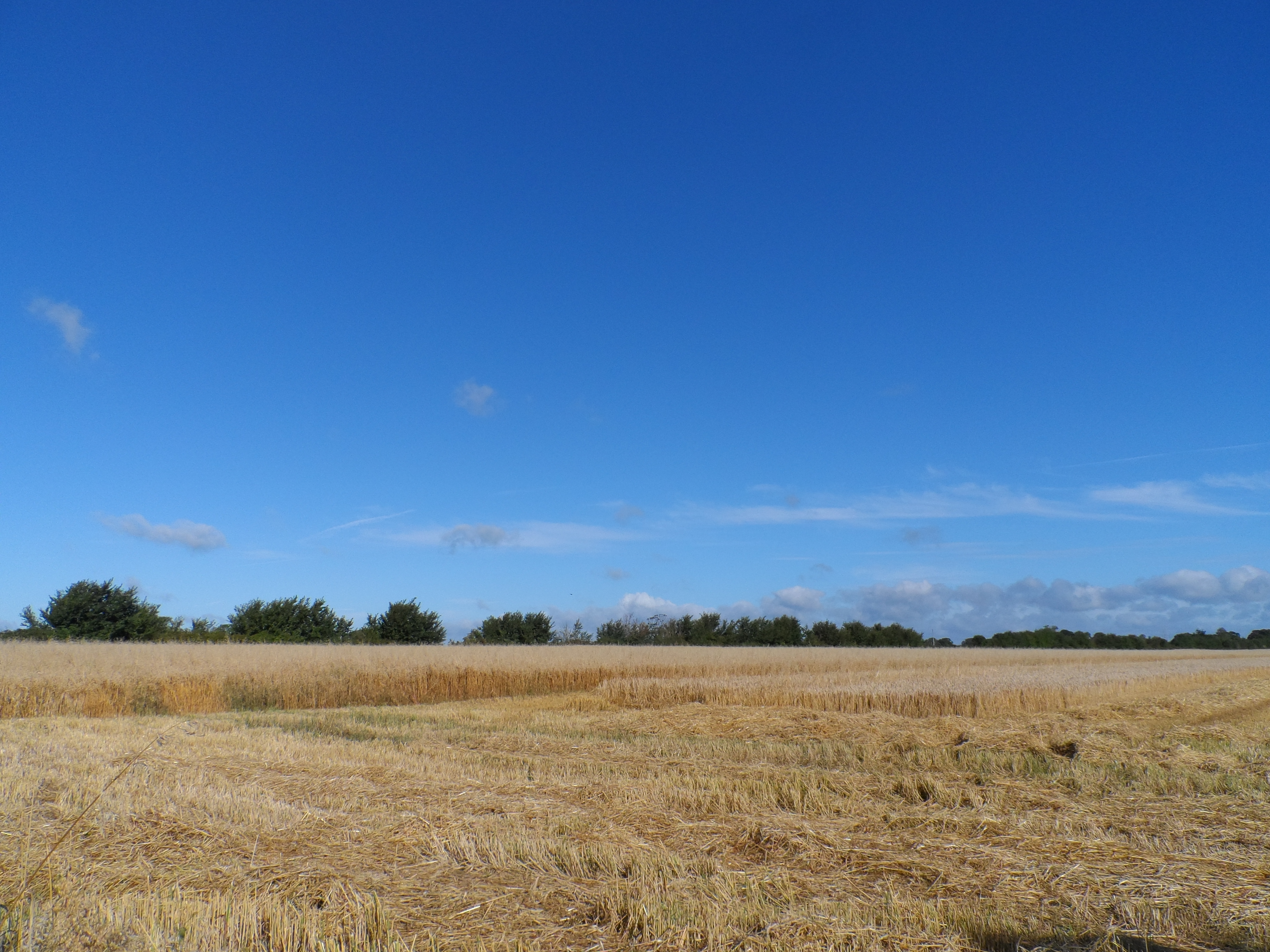
Campo de trigo en el condado de Kildare, Irlanda.

Mientras que la mitad oriental de la isla ha sido tradicionalmente el granero de Irlanda (en inglés, the breadbasket), la parte occidental se utiliza para pastoreo.
En el siglo XVIII y principios del XIX, Irlanda era el granero del Reino Unido de Gran Bretaña e Irlanda, con cereales irlandeses que alimentaban las ciudades industriales de Gran Bretaña, mientras que los campesinos irlandeses subsistían con patatas. Esto condujo a la Gran Hambruna de la década de 1840.

### Portugal
El Alentejo es una región llana y fértil porque se encuentra entre los ríos Tajo y Guadiana. Debido a esto y a su cercanía a Lisboa, se ha considerado desde hace siglos como «el granero de Portugal». Ya en un documento de 1639, escrito por don Agostinho Manuel de Vasconcelos, se describe a la «Provincia de Alentejo» como «el granero más fértil de aquel Reino». En 1833, el escritor Don José Muñoz Maldonado publica un libro sobre la Guerra Peninsular en la cual describe también a «la fértil provincia del Alentejo, llamada por su abundancia el granero de Portugal».

### Reino Unido
El este de Inglaterra, particularmente Anglia Oriental, el Valle de York y el sureste de Inglaterra se consideran las principales zonas productoras de cultivos del Reino Unido, por lo que se han apodado como el breadbasket (granero) del Reino Unido. 

### Rumanía
Durante el siglo XIX, Rumanía era considerada el granero de Europa Central.

### Ucrania y Rusia
Durante la época zarista, las provincias ucranianas del Imperio ruso se denominaban el granero del Imperio. Durante la era soviética, el manto pasó a la RSS de Ucrania.
Asimismo la Región de Tierra Negra Central también fue un grandero del Imperio, actualmente dentro de la Rusia propiamente dicha.

### Serbia
Voivodina es considerado el granero de Serbia. Alrededor del 70% de sus productos agrícolas son maíz, 20% de hierbas industriales y 10% de otros cultivos agrícolas.

### Suecia
Escania es considerada el granero de Suecia. El rendimiento por unidad de área es mayor que en cualquier otra región de Suecia y el suelo se encuentra entre los más fértiles del mundo. Las llanuras escanias son un recurso importante para el resto de Suecia, ya que el 25–95% de la producción total de varios tipos de cereales proviene de la región.

## Oceanía

### Australia
La cuenca Murray-Darling es vista como el granero de Australia, siendo la fuente del 40% de los ingresos agrícolas del país, un tercio de la cosecha de trigo, el 95 por ciento de la cosecha de arroz y otros productos como frutas, vino y algodón. Al otro lado del continente australiano, en Australia Occidental, se encuentra el Cinturón del trigo (Wheatbelt region).

### Nueva Zelanda
Cuando Nueva Zelanda se convirtió en una colonia británica, las tierras fértiles produjeron alimentos que se enviarían de regreso a Inglaterra, lo que hizo que Nueva Zelanda se conociera coloquialmente (ocasionalmente junto con Australia) como el granero de Gran Bretaña, lo que posteriormente llevó al Dunedin a ser el primer barco en completar un transporte exitoso de carne refrigerada.